# Nueva Esperanza, Motozintla
Nueva Esperanza är en ort i Mexiko.   Den ligger i kommunen Motozintla och delstaten Chiapas, i den sydöstra delen av landet, 900 km sydost om huvudstaden Mexico City. Nueva Esperanza ligger 1 528 meter över havet och antalet invånare är 351.
Terrängen runt Nueva Esperanza är bergig åt sydost, men åt nordväst är den kuperad. Runt Nueva Esperanza är det ganska tätbefolkat, med 78 invånare per kvadratkilometer. Närmaste större samhälle är Motozintla de Mendoza, 14,9 km öster om Nueva Esperanza. I omgivningarna runt Nueva Esperanza växer i huvudsak städsegrön lövskog.